# Катерок
«Катерок» — советский рисованный музыкальный мультипликационный фильм Инессы Ковалевской. Режиссёр продолжила музыкальную тему в мультипликации; её работы — «Катерок» (1970) на музыку Владимира Шаинского, «Как львёнок и черепаха пели песню» (1974) на музыку Геннадия Гладкова и «В порту» (1975) на музыку Марка Минкова — стали широко известны благодаря телевидению.

## Сюжет
Это история о небольшом катере «Чижик», который развозит грузы по речке. Он привозит газеты лесорубам, лекарства в больницу и журналы учительнице прибрежной школы. Однажды он решил посоревноваться с океанским лайнером и попал в шторм, который выкинул его на тропический остров Чунга-Чанга, где он познакомился с Негритятами, Жирафом, Попугаем и Дельфинами.
С острова Чунга-Чанга он вернулся в родную реку. Но там закончилась навигация и его сковал лёд. Катерок нашли дети, которые помогли ему освободиться от льдин, и любимец реки снова смог доставлять радость людям.

## Создатели
| автор сценария        | Жанна Витензон                                                                                           |
| текст песен           | Юрий Энтин                                                                                               |
| режиссёр              | Инесса Ковалевская                                                                                       |
| художник-постановщик  | Даниил Менделевич                                                                                        |
| композитор            | Владимир Шаинский                                                                                        |
| оператор              | Александр Жуковский                                                                                      |
| звукооператор         | Георгий Мартынюк                                                                                         |
| ассистенты:           | Лидия Ковалевская, Светлана Скребнёва, О. Ерофеева                                                       |
| мультипликаторы:      | Леонид Носырев, Елена Малашенкова, Антонина Алёшина, Наталия Богомолова, Виталий Бобров, Эльвира Маслова |
| художники-декораторы: | Елена Танненберг, Мстислав Купрач (в титрах: О. Купрач), Зоя Кредушинская                                |
| редактор              | Пётр Фролов                                                                                              |
| музыкальный редактор  | Владимир Кривцов                                                                                         |
| поют:                 | Аида Ведищева, чёрная девушка / дельфины / дети, Анатолий Горохов жираф / попугай,                       |
| монтажёр              | Елена Тертычная                                                                                          |
| директор картины      | Любовь Бутырина                                                                                          |

## Песни
Первая песня в мультфильме — «Синяя Вода». Поёт Аида Ведищева и ученики Детского хорового коллектива "Спутник".

На острове Чунга-Чанга

В мультфильме звучит знаменитая песенка «Чунга-Чанга» в исполнении Анатолия Горохова и Аиды Ведищевой, слова Юрия Энтина, музыка Владимира Шаинского. Название песни — слово «Чунга-Чанга» — было изобретено Юрием Энтиным, что подтверждает выданное ему свидетельство. После двухлетнего исследования патентное бюро выдало ему патент на бренд. Теперь использование слова «Чунга-Чанга» в коммерческих целях без согласия автора противозаконно.
После написания песня критиковалась за «непатриотизм» и воспевание чьей-то чужой страны. Юрия Энтина, по его словам, критиковали практически за все его песни.
Эти песни были выпущены на пластинках фирмой «Мелодия» в разных сборниках. Например: песня «Чунга-Чанга» в сборниках «Песенки из мультфильмов» (Д-00030782), «Песенки улыбаются» (С52-04900), «Всем, Всем, Всем…» (С50-10911).